# Витрак-Сен-Венсан
Витра́к-Сен-Венса́н (фр. Vitrac-Saint-Vincent) — коммуна во Франции, находится в регионе Пуату — Шаранта. Департамент — Шаранта. Входит в состав кантона Монтамбёф. Округ коммуны — Конфолан.
Код INSEE коммуны — 16416.

## География
Коммуна расположена приблизительно в 370 км к югу от Парижа, в 90 км южнее Пуатье, в 31 км к северо-востоку от Ангулема.
Восточная часть коммуны в основном покрыта лесами, остальная территория занята лугами. На западе коммуны много территории отведено под сельскохозяйственные нужды (выращивание зерновых и кормовых культур).

## Население
Население коммуны на 2008 год составляло 525 человек.
| 1962 | 1968 | 1975 | 1982 | 1990 | 1999 | 2008 |
| ---- | ---- | ---- | ---- | ---- | ---- | ---- |
| 626  | 545  | 534  | 514  | 513  | 512  | 535  |

## Экономика
В 2007 году среди 313 человек в трудоспособном возрасте (15—64 лет) 237 были экономически активными, 76 — неактивными (показатель активности — 75,7 %, в 1999 году было 65,2 %). Из 237 активных работали 217 человек (121 мужчина и 96 женщин), безработных было 20 (7 мужчин и 13 женщин). Среди 76 неактивных 26 человек были учениками или студентами, 28 — пенсионерами, 22 были неактивными по другим причинам.

## Достопримечательности
- Доменная печь Пюираво (1820 год). Исторический памятник с 1994 года[3]
- Приходская церковь Сен-Мексан (XII—XIII века)
- Часовня Сен-Венсан

## Фотогалерея

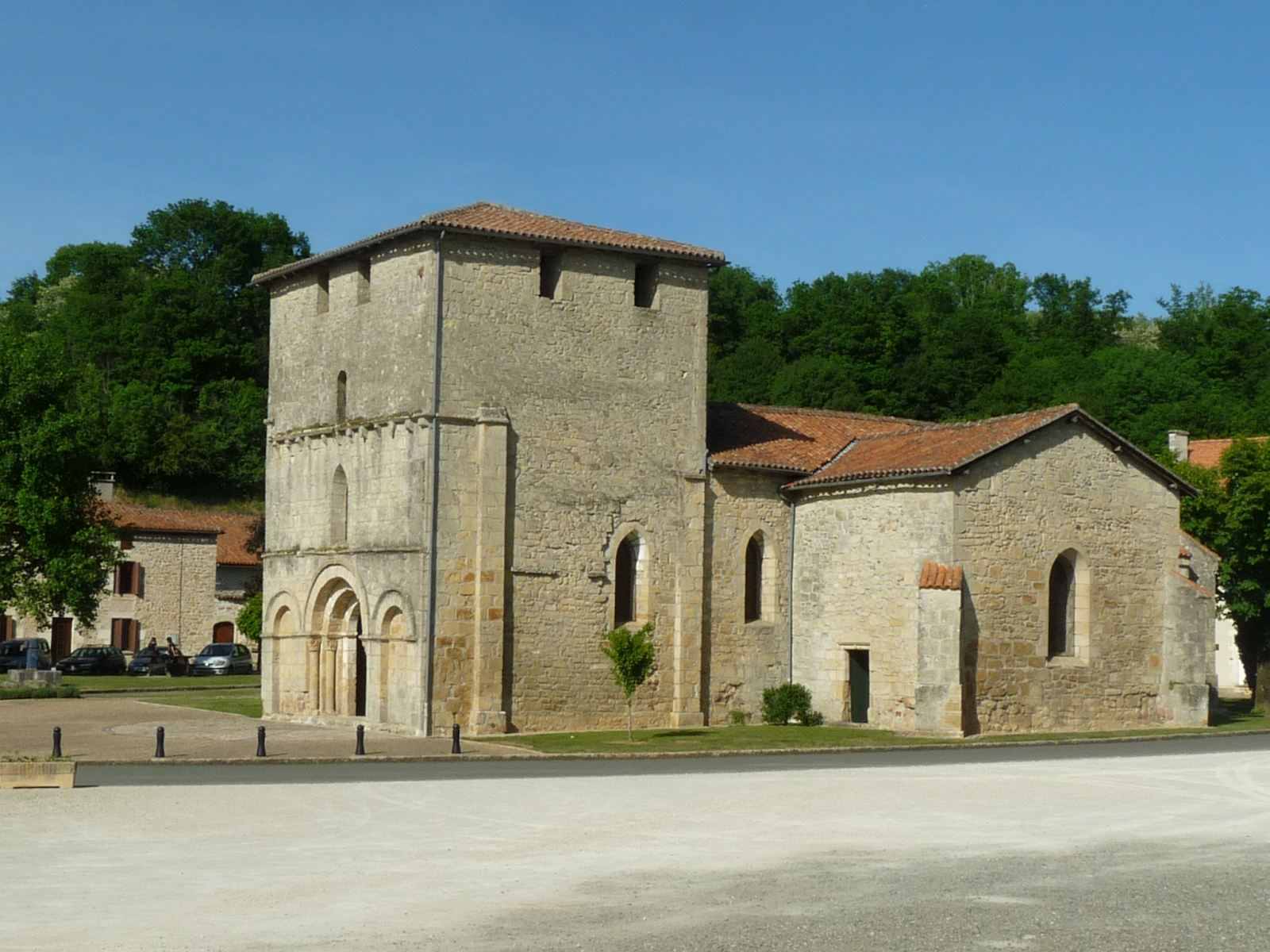
Церковь Сен-Мексан
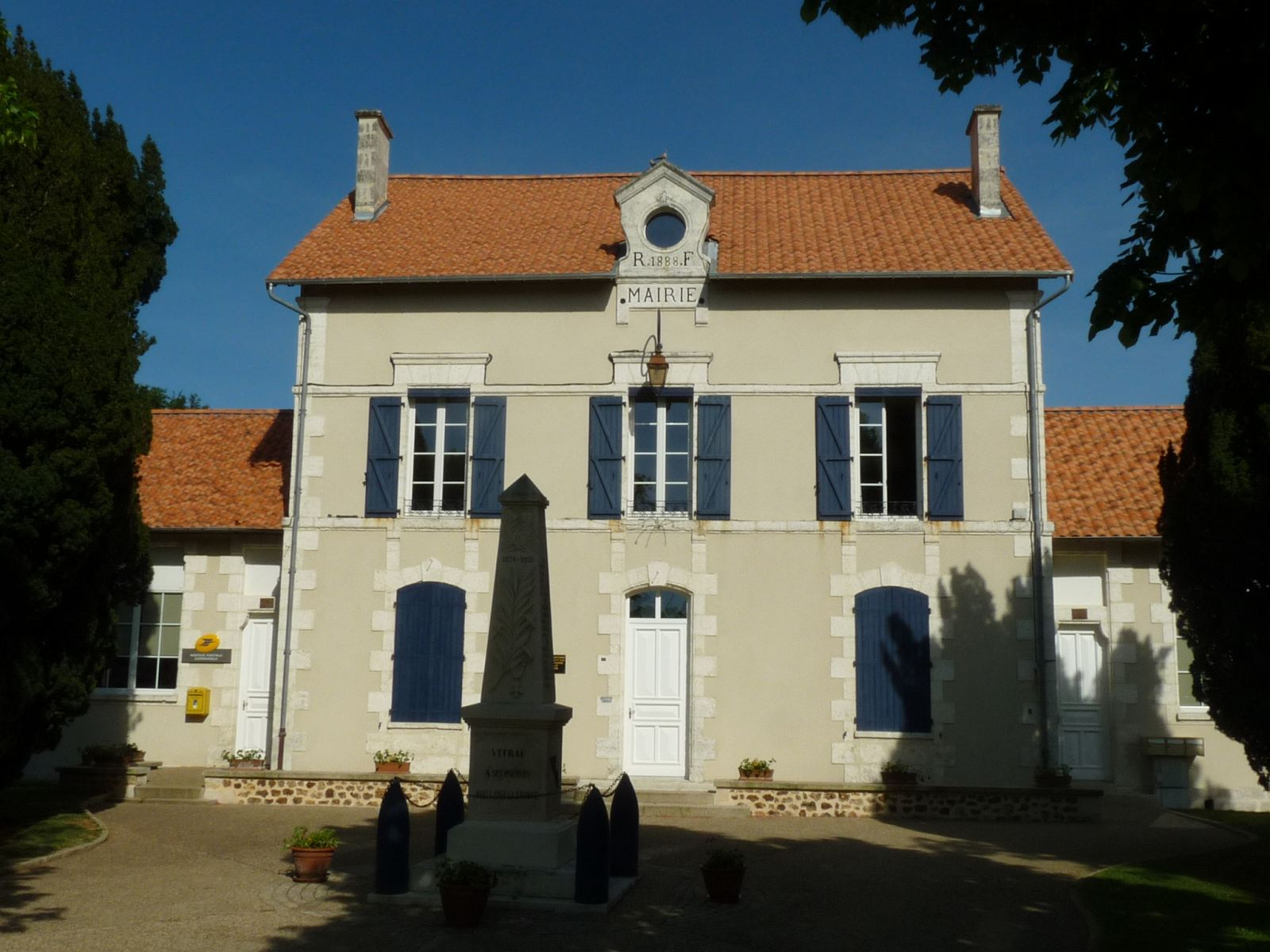
Мэрия
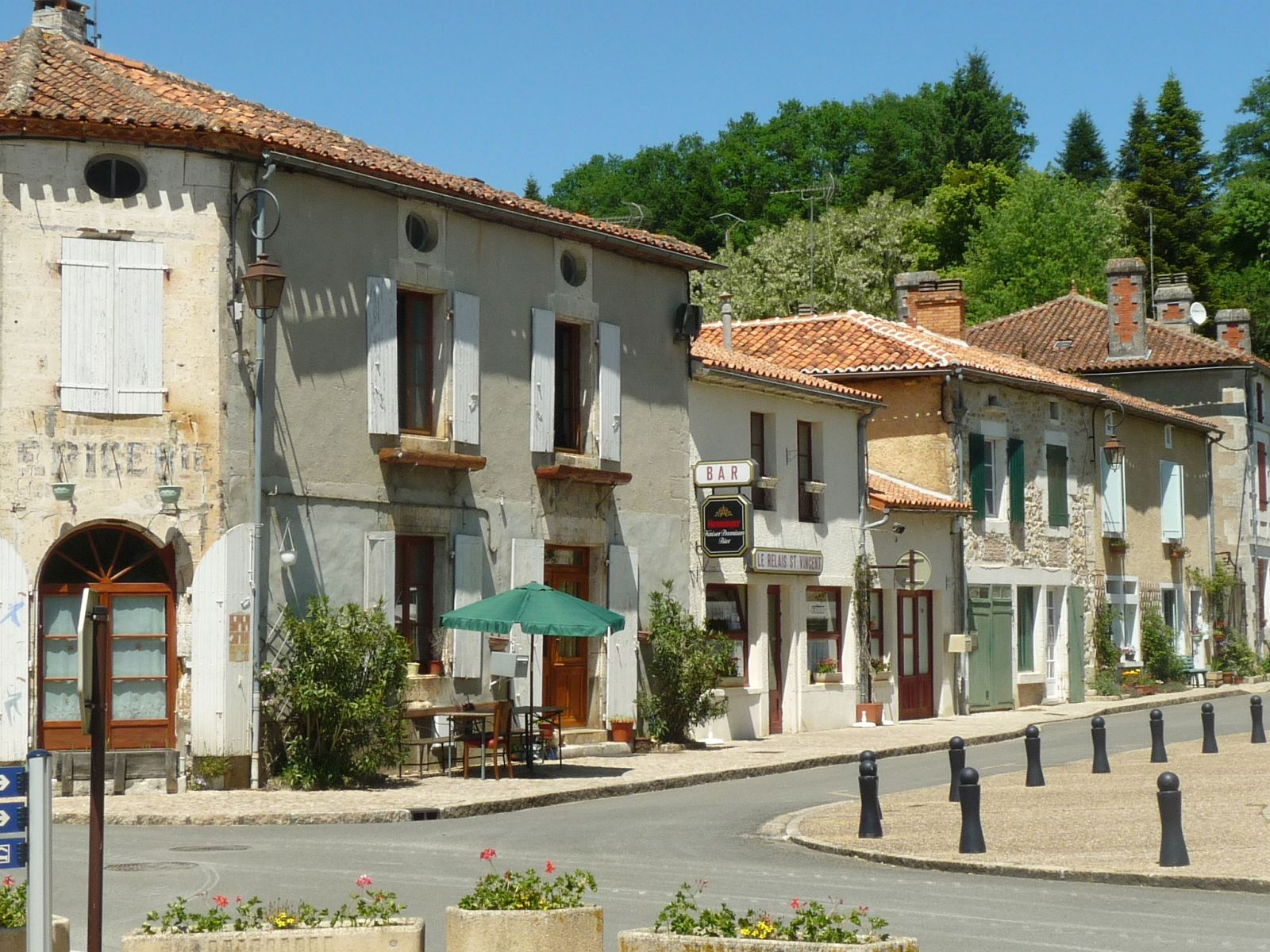
Центральная площадь
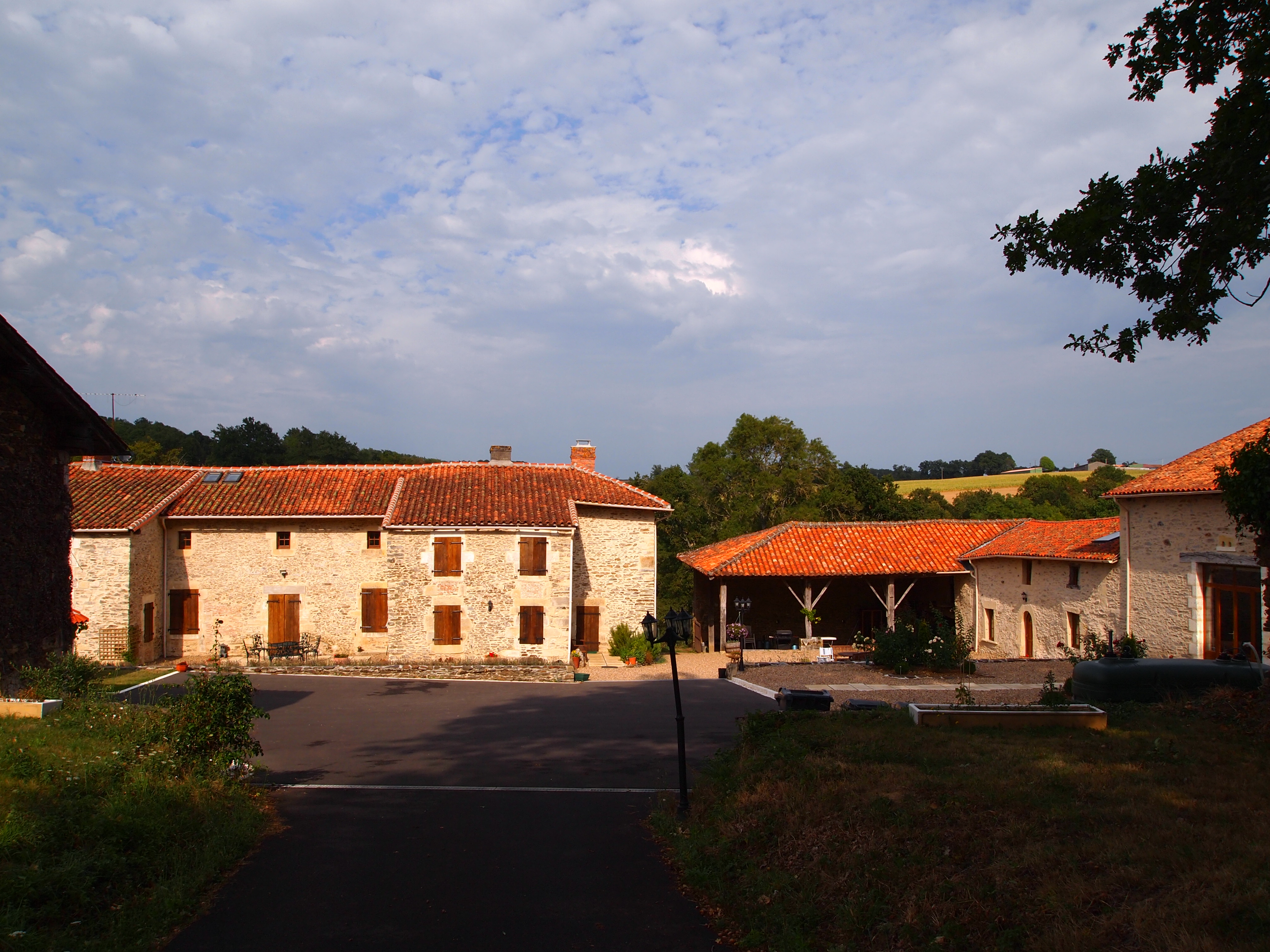
Бывшая кузница Пюираво
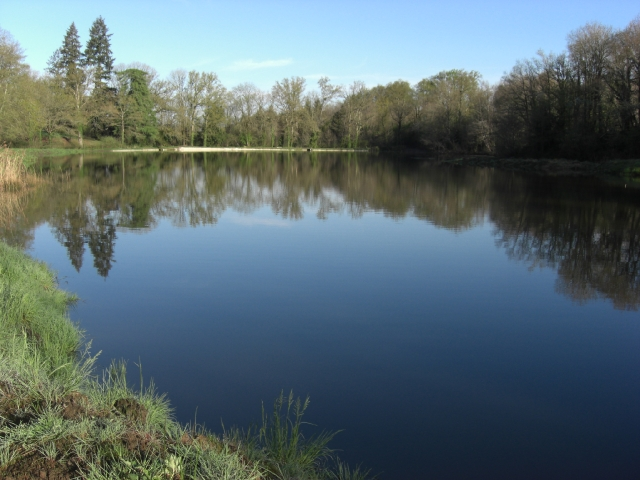
Озеро Пюираво